# Guigang Dam
Guigang Dam är en dammbyggnad i Kina. Den ligger i den autonoma regionen Guangxi, i den södra delen av landet, omkring 130 kilometer öster om regionhuvudstaden Nanning. Guigang Dam ligger 40 meter över havet.
Runt Guigang Dam är det tätbefolkat, med 397 invånare per kvadratkilometer. Närmaste större samhälle är Guigang, 6,1 km nordost om Guigang Dam. Runt Guigang Dam är det i huvudsak tätbebyggt.
Genomsnittlig årsnederbörd är 2 190 millimeter. Den regnigaste månaden är juni, med i genomsnitt 361 mm nederbörd, och den torraste är oktober, med 42 mm nederbörd.